# Noves proves de la catalanitat de Colom
Noves proves de la catalanitat de Cristòfor Colom és un assaig de l'escriptor i bibliotecari peruà Luis Ulloa. Publicada l'any 1927 a París en llengua francesa i catalana per l'editorial Llibreria Oriental-Americana Maissonneuve Frères, és considerada una de les obres més rellevants que escrigué, i tracta sobre l'origen català de Cristòfor Colom.
Aquest llibre és la continuació del seu precedent sobre el mateix assumpte Cristòfor Colom fou català, i juntament amb la resta d'obres i articles d'Ulloa sobre la figura del descobridor de les Amèriques, és considerat la base de la investigació de la teoria catalana sobre aquest personatge històric.
S'organitza en un introducció, un pròleg, tres parts (Catalunya, Colom i les capitulacions de la descoberta, Què va ésser Colom i Refutació de la tesi genovesa i de la sola objecció a la tesi catalana), notes explicatives i 5 facsímils, un dels quals són les Capitulacions de la descoberta.

## Argument
Traduït i introduït en català per Alfons Maseras i Galtés (sota el pseudònim Jaume dels Domenys) i amb pròleg de Ferran Valls i Taberner, el tema principal de l'obra és l'estudi i l'anàlisi de documents històrics sobre la persona de Cristòfor Colom, navegant i almirall qui l'any 1492 va descobrir el continent americà. El seu autor en reivindica a través de la interpretació de les proves aportades a les mateixes pàgines del llibre el seu origen català, desmuntant la hipotèsi genovesa (la de major acceptació històrica) sobre el seu lloc de naixement.
Ulloa assenta la base de la seva hipòtesi en la distinció entre dos personatges: la del propi Cristòfor Colom i la de Cristoforo Colombo. Sosté que aquest últim hauria estat un cardador de llana genovès, el qual hauria portat a la confusió als historiadors que sostenen la tesi que posiciona al navegant en terres italianes. També estableix els fets rellevants de la vida de Colom amb uns valors de referència adjudicats. No obstant, però, reconeix com a llacuna principal de la seva tesi una manca de documentació que pugui esclarir la vila concreta de naixença del descobridor, malgrat que ho addueix a la prematuritat de la hipòtesi.
Per altra banda, apunta la sospita que la tesi genovesa no fou establerta a Itàlia, sinó a Espanya i sense cap altre motiu que el d'encobrir les arrels catalanes d'un personatge tan decisiu històricament. A més a més, en destaca irregularitats i llatinitzacions estranyes quant al cognom, que es troben en alguns d'aquests documents i que Ulloa categoritza d'adulterats. Al·lega, a més a més, una falsificació flagrant del testament del navegant els anys posteriors a la seva defunció, el 1506.

## Repercussió social i editorial
A diferència del seu precedent, l'assaig Cristòfor Colom fou català — que no només fou rebut amb gran expectació per la comunitat historiadora i erudita catalana, sinó que suposà un esdeveniment popular i patriòtic —, la publicació de Noves proves de la catalanitat de Colom es donà en un ambient editorial més normal. Nogensmenys, la societat científica no va desmerèixer menys atenció que la que suscità el primer llibre, ja que aquesta segona obra aportava noves justificacions de la tesi i contextualitzava aspectes que la crítica havia realitzat amb anterioritat.
Paral·lelament, aquesta obra ha significat un referent dels estudis colombins catalans i ha estat àmpliament emprada per a investigacions posteriors, essent utilitzada com a referència en més de 200 articles i llibres sobre la mateixa temàtica.